# Lampetis nigrita
Lampetis nigrita es una especie de escarabajo del género Lampetis, familia Buprestidae. Fue descrita científicamente por Fairmaire en 1882.